# Maicon Marques Bitencourt
Maicon Marques Bitencourt, Maicon, född i Duque de Caxias, Brasilien, den 18 februari 1990, är en brasiliansk fotbollsspelare (anfallare).

## Karriär

### U20-VM i herrfotboll 2009
Under U20-VM i herrfotboll 2009 hade Maicon en avgörande roll i Brasiliens vinst mot Tyskland under kvartsfinalen för turneringen. Ställningen var 1-0 för Tyskland när Maicon byttes in. Efter att spelat i matchen under endast 12 minuter gjorde Maicon mål och ledde matchen till förlängning. Under övertidens första minut gjorde Maicon 2-1, ett resultat som höll sig tills matchens slut och ledde laget till vinst och semifinal. 
I finalen mot Ghana, som gick till straffsparkar, missade dock Maicon lagets femte straff, vilket direkt ledde till lagets förlust (efter att även Josef de Souza Dias hade missat sin straff).